# Elitserien i bandy för damer
Elitserien i bandy för damer blev i början av 1990-talet namnet på en då inrättad del andra seriespelshalvan av Sveriges högstadivision i bandy för damer, och nåddes av de fyra bästa lagen från norrgruppen och de fyra bästa lagen från södergruppen i Allsvenskan. Säsongerna 1995/1996-2001/2002 var Sveriges högstadivision i bandy för damer en rak landsomfattande serie vid namn Elitserien. Säsongerna 2002/2003, 2003/2004 och 2004/2005 gick de sex bästa lagen i Allsvenskan till en fortsättningsserie vid namn Elitserien, från vilken SM-slutspelet nåddes.
Inför säsongen 2008/2009 talades om att återinföra Elitserien som namn på Sveriges högstadivision i bandy, och slopa begreppet Allsvenskan på damsidan, men låta 8-lagsserien bestå. Detta namnbyte blev inte verklighet förrän säsongen 2015/2016. Sedan dess har Elitserien spelats årligen. .